# Мистер, Лейтон
Ле́йтон Мари́сса Ми́стер (англ. Leighton Marissa Meester; род. 9 апреля 1986, Форт-Уэрт, Техас, США) — американская актриса, певица, автор песен и фотомодель. Наиболее известна ролью Блэр Уолдорф в телесериале «Сплетница» (2007).

## Биография
Родители Мистер, Конни и Дуг Мистер, входили в группу, которая занималась контрабандой марихуаны из Ямайки в США. Они оба были арестованы за участие в контрабандной деятельности. До начала суда они были освобождены под залог, в это время Конни забеременела. Позже она была осуждена на 10 лет в тюрьме штата Техас, где провела бо́льшую часть беременности. Лейтон родилась в больнице Техаса, куда её мать была доставлена во время схваток. Через три месяца после родов мать вернулась в тюрьму, чтобы продолжить отбывать свой срок. Пробыв в тюрьме 16 месяцев, она была досрочно освобождена и стала жить вместе с дочерью. 

«Я родилась не в тюрьме, я родилась в больнице. Я жила со своей матерью в течение нескольких месяцев, после чего я жила со своей бабушкой, пока моя мама не вышла. Но у меня была нормальная жизнь»— Мистер в интервью для журнала Teen Vogue
В 2002 году старший брат Лейтон, Дуглас Мистер, будучи студентом-второкурсником Академии ВВС США, был обвинён в изнасиловании первокурсницы. Помимо старшего брата у Лейтон есть ещё и младший брат — Лекс Мистер.
Когда Мистер было 11 лет, она переехала со своей тётей в Нью-Йорк и начала работать в качестве модели в «Wilhelmina», затем она работала с фотографом Софией Коппола.
Дебют Мистер на телевидении состоялся в 1999 году, когда она сыграла Алису Тёрнер в сериале «Закон и порядок». После этого были эпизодические роли в сериалах «Седьмое небо», «C.S.I.: Место преступления Майами», «24 часа», «8 простых правил для друга моей дочери-подростка» и других. В большом кино дебют Мистер состоялся в 2003 году в фильме «Проклятие самоубийцы».
С 2007 по 2012 год Мистер снималась в сериале «Сплетница», где играла роль Блэр Уолдорф. Сериал рассказывает о жизни старшеклассников Верхнего Ист-Сайда.
В 2009 году она приняла участие в записи сингла группы Cobra Starship «Good Girls Go Bad». она также записала свой дебютный альбом в стиле электро-поп, который вышел в начале 2011 года. В 2013 году Мистер стала лицом осенне/зимней коллекции 2013/2014 французской компании Naf Naf.

## Личная жизнь
В марте 2010 года Мистер познакомилась с актёром Адамом Броди на съёмках фильма «Любовный переплёт» и позже они начали встречаться. В ноябре 2013 года состоялась помолвка пары, а 15 февраля 2014 года они поженились в частной церемонии. У супругов двое детей: дочь Арло Дэй Броди (род. 4 августа 2015) и сын (род. в июне 2020). В январе 2025 года их дом был уничтожен пожаром в Палисейдс.

### Судебные разбирательства
В июле 2011 года Мистер и её мать Констанс подали против друг друга иски в суд из-за финансовой поддержки Мистер её младшего брата Александра, у которого были проблемы со здоровьем. В иске Мистер утверждалось, что её мать использовала отправленные ею деньги на «косметические процедуры», такие как инъекции ботокса и наращивание волос. Её мать подала встречный иск, в котором утверждалось о нарушении договора и физическом насилии. Констанс утверждала, что был заключён устный договор, по которому Мистер обещала 10 000 долларов США в месяц вместо 7 500 долларов США, которые она получила. Она также утверждала, что ей причиталась большая сумма в обмен на «пожертвование собственным счастьем», когда она переехала с маленькой Мистер в Лос-Анджелес, чтобы та смогла заниматься актёрством. Судья отклонил это заявление.
Кроме того, Констанс обвинила Мистер в том, что она позвонила в социальные службы и сфабриковала заявление о том, что она оскорбляла Александра; следователи допросили Мистер и не нашли никаких оснований в жалобе. В ноябре 2011 года Констанс отозвала иск о возмещении ущерба в размере 3 миллионов долларов США против своей дочери. Мистер заявила, что она была бы готова оплатить медицинские расходы своего брата, а также его обучение в школе, но отрицала, что согласилась платить 10 000 долларов США каждый месяц, что, по её словам, было «смехотворным» требованием. Мистер получила заочное решение суда 7 декабря 2011 года. В июне 2012 года Мистер выиграла судебный процесс, и судья отклонил требования во встречном иске её матери.

## Избранная фильмография
| Год       |     | Русское название                  | Оригинальное название             | Роль                                         |
| --------- | --- | --------------------------------- | --------------------------------- | -------------------------------------------- |
| 1999      | с   | Закон и порядок                   | Law & Order                       | Алисса Тернер                                |
| 2001      | с   | Бостонская школа                  | Boston Public                     | Сара Брин                                    |
| 2002      | с   | Опять и снова                     | Once and Again                    | Аманда                                       |
| 2002      | с   | Семейное дело                     | Family Affair                     | Айрин                                        |
| 2003      | кор | —                                 | The Jackalop                      | Лоррейн                                      |
| 2003      | ф   | Проклятие повешенного             | Hangman’s Curse                   | Элиша Спрингфилд                             |
| 2003      | с   | Тарзан                            | Tarzan                            | Ники Портер                                  |
| 2003      | тф  | Большой широкий мир Карла Лемке   | The Big Wide World of Carl Laemke | Тэнни                                        |
| 2004      | с   | Расследование Джордан             | Crossing Jordan                   | Мари Стрэнд                                  |
| 2004      | с   | Седьмое небо                      | 7th Heaven                        | Кендалл                                      |
| 2004      | с   | Северный берег                    | North Shore                       | Вероника Фаррелл                             |
| 2004      | тф  | Голливудский отдел                | Hollywood Division                | Мишель                                       |
| 2004—2008 | с   | Красавцы                          | Entourage                         | Жюстин Чапин                                 |
| 2005      | с   | 24 часа                           | 24                                | Дебби Пендлтон                               |
| 2005      | с   | 8 простых правил                  | 8 Simple Rules                    | Никки                                        |
| 2005      | с   | Вероника Марс                     | Veronica Mars                     | Кэрри Бишоп                                  |
| 2005—2006 | с   | Поверхность                       | Surface                           | Саванна Барнетт                              |
| 2006      | ф   | Расцвет                           | Flourish                          | Люси Ковнер                                  |
| 2006      | ф   | Внутри                            | Inside                            | Джози                                        |
| 2006      | с   | 4исла                             | Numb3rs                           | Карен Камден                                 |
| 2006      | с   | Доктор Хаус                       | House                             | Эли Джонсон                                  |
| 2006      | с   | Секреты маленького городка        | Secrets of a Small Town           | Кайла Родс                                   |
| 2006      | мс  | Аллергия на монстров              | Monster Allergy                   | Поппи                                        |
| 2007      | с   | C.S.I.: Место преступления Майами | CSI: Miami                        | Хизер Кроули                                 |
| 2007      | ф   | Закусочная смерти                 | Drive Thru                        | Макензи Карпентер                            |
| 2007      | с   | Акула                             | Shark                             | Меган                                        |
| 2007      | ф   | Ошеломление                       | The Beautiful Ordinary            | Тори                                         |
| 2007      | тф  | Призраки в женской общаге         | The Haunting of Sorority Row      | Саманта Уиллоус                              |
| 2007—2012 | с   | Сплетница                         | Gossip Girl                       | Блэр Уолдорф / Блэр, принцесса Монако / Басс |
| 2008      | ф   | Зимние мертвецы                   | Killer Movie                      | Джейни Хансен                                |
| 2010      | ф   | Безумное свидание                 | Date Night                        | Кэти                                         |
| 2010      | ф   | На расстоянии любви               | Going the Distance                | Эми                                          |
| 2010      | ф   | Я ухожу — не плачь                | Country Strong                    | Чайлс Стэнтон                                |
| 2011      | ф   | Соседка по комнате                | The Roommate                      | Ребекка Эванс                                |
| 2011      | ф   | Монте-Карло                       | Monte Carlo                       | Мег Келли                                    |
| 2011      | ф   | Любовный переплёт                 | The Oranges                       | Нина                                         |
| 2012      | ф   | Папа-досвидос                     | That’s my Boy                     | Джейми                                       |
| 2014      | ф   | О мышах и людях                   | Of Mice and Men                   | жена Керли                                   |
| 2014      | ф   | Партнёры по жизни                 | Life Partners                     | Саша                                         |
| 2014      | ф   | Судья                             | The Judge                         | Карла Пауэлл                                 |
| 2014      | ф   | Как воскресенье, так дождь        | Like Sunday, Like Rain            | Элеанор                                      |
| 2014      | ф   | Знает только Бог                  | By the Gun                        | Эли Матазано                                 |
| 2015      | тф  | —                                 | Any Tom, Dick, or Harry           | Барбара                                      |
| 2017      | с   | Войти в историю                   | Making History                    | Дебора Ревир                                 |
| 2018      | с   | Последний человек на Земле        | The Last Man on Earth             | Зои                                          |
| 2018      | тф  | —                                 | The North Wind’s Gift             | н/д                                          |
| 2018—2020 | с   | Одинокие родители                 | Single Parents                    | Энджи Д’Амато                                |
| 2019      | с   | Орвилл                            | The Orville                       | Лора Хаггинс                                 |
| 2019      | ф   | Всегда верен                      | Semper Fi                         | Клара                                        |
| 2021      | ф   | —                                 | Killer Movie: Director’s Cut      | Джейни Хансен                                |
| 2022      | ф   | Поездка на выходные               | The Weekend Away                  | Бет                                          |
| 2022      | с   | Как я встретила вашего папу       | How I Met Your Father             | Мередит                                      |
| 2022      | мф  | Папин дракон                      | My Father’s Dragon                | тигрица Саша                                 |

## Дискография

### Студийные альбомы
| Название     | Детали                                                                          |
| ------------ | ------------------------------------------------------------------------------- |
| Heartstrings | - Выпущен: 28 октября 2014 - Лейбл: Independent - Форматы: Цифровая дистрибуция |

### Синглы
Собственные
| Название                                                                           | Год  | Высшая позиция в чартах | Высшая позиция в чартах | Высшая позиция в чартах | Высшая позиция в чартах | Сертификации | Альбом             |
| Название                                                                           | Год  | US                      | US Heat.                | US Country Digital      | CAN                     | Сертификации | Альбом             |
| ---------------------------------------------------------------------------------- | ---- | ----------------------- | ----------------------- | ----------------------- | ----------------------- | ------------ | ------------------ |
| «Somebody to Love» (featuring Robin Thicke)                                        | 2009 | —                       | 13                      | —                       | —                       |              | Внеальбомный сингл |
| «Your Love’s a Drug»                                                               | 2011 | —                       | 14                      | —                       | —                       |              | Внеальбомный сингл |
| «Give In to Me» (with Garrett Hedlund)                                             | 2011 | 79                      | —                       | 7                       | 94                      | - RIAA: Gold | Country Strong     |
| «Heartstrings»                                                                     | 2014 | —                       | —                       | —                       | —                       |              | Heartstrings       |
| «—» обозначает, что сингл не попал в чарт или не был выпущен на данной территории. |      |                         |                         |                         |                         |              |                    |

Синглы при участии Лейтон Мистер
| «Good Girls Go Bad» (Cobra Starship featuring Leighton Meester)                    | 2009 | 7 | 5 | 37 | 4 | 7 | 13 | 19 | 2 | 17 | - RIAA: 2× Platinum - ARIA: Gold - MC: Platinum - RIANZ: Platinum | Hot Mess        |
| «She Said» (Stephen Jerzak featuring Leighton Meester)                             | 2010 | — | — | —  | — | — | —  | —  | — | —  |                                                                   | Miles and Miles |
| «—» обозначает, что сингл не попал в чарт или не был выпущен на данной территории. |      |   |   |    |   |   |    |    |   |    |                                                                   |                 |

Промосинглы
| Название                            | Год  | Альбом                     |
| ----------------------------------- | ---- | -------------------------- |
| «Christmas (Baby Please Come Home)» | 2009 | A Very Special Christmas 7 |

Другие песни
| «Summer Girl»                                                                      | 2011 | — | 15 | 17 | Country Strong |
| «Words I Couldn’t Say»                                                             | 2011 | — | 25 | 24 | Country Strong |
| «—» обозначает, что сингл не попал в чарт или не был выпущен на данной территории. |      |   |    |    |                |

### Другие появления
| Название                | Год  | Другие артисты       | Альбом                     |
| ----------------------- | ---- | -------------------- | -------------------------- |
| «Inside the Black»      | 2007 | н/д                  | Drive-Thru                 |
| «Birthday»              | 2009 | Awesome New Republic | Rational Geographic Vol. I |
| «A Little Bit Stronger» | 2010 | н/д                  | Country Strong             |
| «The Stand In»          | 2012 | Check In the Dark    | The Game                   |